# Saint-Mards-de-Blacarville
Saint-Mards-de-Blacarville település Franciaországban, Eure megyében. Lakosainak száma 856 fő (2022. január 1.). Saint-Mards-de-Blacarville Le Perrey és Pont-Audemer községekkel határos.

## Népesség
A település népessége az elmúlt években az alábbi módon változott:
| Lakosok száma | 535  | 725  | 796  | 747  | 785  | 796  | 801  | 825  | 831  | 856  |
|               | 1968 | 1982 | 1990 | 2006 | 2013 | 2015 | 2017 | 2019 | 2020 | 2022 |